# Wilhelm von Calckum genannt Lohausen
Wilhelm von Calckum (også Kalkum, Calcheim, Calchum) genannt Lohausen (4. marts 1584 på Burg Lohausen i Grevskabet Berg – 30. januar 1640 i Rostock) var en tysk officer.
Han var søn af Heinrich von Calckum genannt Lohausen. Efter at have været ved det pfalzgrevelige hof i Zweibrücken gik han i kejserlig tjeneste og deltog i krigene mod tyrkerne. Senere tjente han forskellige tyske fyrster og mistede i Den Jülichske Arvefølgekrig sit højre ben. Fra 1622 var han i grev Anton Günther af Oldenborgs tjeneste, her fra kaldte Christian IV ham til sig, da han påbegyndte sin deltagelse i Trediveårskrigen. Han fik i april 1625 bestalling som krigsråd, blev tillige krigskommissær og oberst over et regiment. I august 1626 blev han fanget af Tillys tropper i slaget ved Lutter am Barenberg og holdtes i fangenskab i 1½ år. Senere kom han i meklenborgsk, derpå i svensk og så atter i meklenborgsk tjeneste og døde som generalmajor og kommandant i Rostock. Han nød betydelig anseelse for sine kundskaber i matematik og ingeniørvidenskab og tillige for sin alvorlige natur, sit religiøse sind og sin strenge overholdelse af disciplinen, hvilket har bevirket, at man, måske dog uden grund, har troet at spore hans indflydelse i Christian IV's krigsartikler af maj 1625. Også uden for sit fag havde han litterære interesser og var medlem af Det Frugtbringende Selskab. Han var gift med Magdalene von Stralendorf.